# Fabud
Fabud – siemianowickie przedsiębiorstwo budowlane powstałe w 1973 r. 
W ciągu ponad trzydziestoletniej działalności Fabudu, zostało wykonane ponad 80 000 budynków mieszkalnych wraz z kompleksowym uzbrojeniem terenu (chodniki, drogi, sieci kanalizacyjne itp.); ponad 2 miliony metrów kwadratowych infrastruktury społecznej (szkoły, hale sportowe, stadiony, sieci handlowe, baseny). Fabud zrealizował także zlecenia zagraniczne, m.in. wybudował osiedle domków jednorodzinnych w Kuwejcie, a także hotel "Inturist" w Kownie i elewację hotelu "Sonesta" w Kairze. Fabud wyspecjalizował się w wykonawstwie robót budowlanych stanu surowego i uzbrojeń terenu, a od 1994 roku buduje także zespoły garaży, parkingów i uczestniczy w budowie autostrad.